# 国際連合安全保障理事会決議89
国際連合安全保障理事会決議89（こくさいれんごうあんぜんほしょうりじかいけつぎ89、英: United Nations Security Council Resolution 89, UNSCR89）は、1950年11月17日に国際連合安全保障理事会で採択された決議。パレスチナ情勢に関してベドウィンの移動とアラブ人の本国への帰還について定めたもの。

## 概要
アラブ・イスラエル戦争を終結させるために結ばれた休戦協定の実施に関するエジプト、イスラエル、ヨルダン、国際連合休戦監視機構参謀長からの苦情を受け、安保理はエジプト・イスラエル混合休戦委員会（Egypt-Israel Mixed Armistice Commission）に数千人のパレスチナ・アラブ人の追放に関する苦情に対して緊急の注意を払うよう要請した。
安保理は、双方の当事者に対し、混合休戦委員会のいかなる裁定にも従うとともに、同委員会が本国に帰還する権利があると考えるアラブ人たちを本国に送還するよう要請した。安保理は次に、休戦監視機構の参謀長に対し、イスラエル、エジプトやその他のアラブ諸国に対して国境ないし休戦のラインを越えた遊牧民（ベドウィン）の移動の管理のために必要とされる適切な措置を、相互の合意により勧告する権限を与えた。
安保理は、委員会を通じた事前の協議なしに、国境などを越えた人の移動を含む行動をとらないよう政府に懸念を求め、また停戦監視機構の参謀長には90日以内に、前述の混合休戦委員会活動状況について報告するよう要請した。
さらに安保理は、エジプト・イスラエル一般休戦協定（Egyptian-Israel General Armistice Agreement）第10条第4項に規定する特別委員会を初めとする種種の団体による全決定に関する報告書を定期的に安保理へ提出するよう要請した。
決議は9票対0票で可決されたが、エジプト王国とソビエト連邦の2国が棄権した。

## 詳細
以下はその和訳。
安全保障理事会は、
パレスチナにおける紛争の当事者間の交渉により締結された諸休戦協定に満足して留意した点、関係政府および当局が早期にそれらの間で未解決のすべての問題の最終解決について合意を達成することを希望すると表明した点、様々な休戦協定が、それぞれの場合にパレスチナの国際連合休戦監視機関の幕僚長またはその指定代理人を議長とする混合休戦委員会によって、協定の遂行が監視されることを定めたという点から、1949年8月11日の決議73（1949）を想起し、安全保障理事会は、いくつかの休戦協定が当事者間の更なる敵対行為に対する確固たる誓約を含み、また当事者自身による監督を規定していることを念頭に置き、当事者に対しこれらの協定の継続的適用及び遵守を確保することに依拠して、
エジプト、イスラエル及びヨルダン・ハシミテ王国の代表並びに休戦監視機構の参謀長が、理事会に提出した苦情16について表明した見解及び提供した資料を考慮し、次のとおりにする。
1. イスラエル・ヨルダン一般休戦協定第8条の実施に関し17、特別委員会が結成され、召集されたことに留意し、同条第2項及び第3項に企図された機能を遂行するため迅速に進行することを希望する。
2. 本訴訟の当事者に対し、苦情の処理及び問題の点の解決のために休戦協定に定められた手続に従って苦情を処理することに同意することを求める。
3. エジプト・イスラエル混成休戦委員会に対し、数千人のパレスチナ・アラブ人が追放されたというエジプトの苦情に緊急の注意を払うよう要請する。
4. 両当事者に対し、エジプト・イスラエル混成休戦委員会の見解において帰還する権利を有するアラブ人の本国への送還に関する同委員会の決定を実行に移すことを要求する。
5.  休戦監視機構参謀長に対し、遊牧民の移動に関し、イスラエル、エジプトおよび適当と思われる他のアラブ諸国に対し、国際国境または休戦線を越える当該遊牧民の移動を相互の合意により管理するために必要と思われる措置を勧告することを許可すること。
6. 関係政府に対し、将来、混合休戦委員会を通じた事前の協議なしに国際国境又は休戦線を越える人の移動を伴う行動をとらないよう要請すること。
7. エジプト・イスラエル一般休戦協定第10条第4項に規定する特別委員会の1950年3月20日の決定18に従ってイスラエル軍がビルカタールから退避し、イスラエル軍が休戦協定により許可された位置に撤退するとのイスラエル政府の声明に留意すること。
8. エジプト及びイスラエルは、国際連合の加盟国として、その未解決の相違を解決する憲章上の義務を負うことを想起し、さらに、エジプト、イスラエル及びヨルダンのハシェミット王国に対し、これらの者が当事者である休戦協定が「パレスチナにおける恒久的平和の回復」を企図していること、したがって、これらの者と当該地域の他の国とが両者の間の問題の解決につながるすべての措置をとるよう促すことを喚起すること。
9. 休戦監視機構参謀長に対し、90日後に、または必要と認めるときはそれ以前に、本決議に与えられた遵守事項および諸混合休戦委員会の活動状況について安全保障理事会に報告することを要請し、さらに、諸混合休戦委員会およびエジプト・イスラエル一般休戦協定第10条第4項に定める特別委員会が行ったすべての決定についての報告書を安全保障理事会に定期的に提出することを要請する。

16 安全保障理事会公式記録、第5年、1950年9月から12月までの補足、文書S/1790、S/1794、S/1824を参照のこと。
17 同上、4年目、特別付録第1号を参照。
18 同上、特別付録第3号を参照。